# 吕新华
吕新华（1951年1月—），男，浙江诸暨人，中华人民共和国政治人物、外交官。

## 生平
吕新华毕业于杭州大学。1974年，进入中华人民共和国外交部工作，先后在外交部办公厅、常驻联合国代表团、外交部干部司任职。1992年，任外交部办公厅和国务院办公厅秘书，职级为副司级。1995年，职级升为正司级。1998年11月，出任中华人民共和国驻芬兰大使。2002年，任外交部部长助理。2003年，升任外交部副部长。2006年2月，出任外交部驻香港特别行政区特派员公署特派员。2012年4月，任满回京。
2013年，任第十二届全国政协第一次會議新聞發言人。2014年，第十二届全国政协第二次会议发言人吕新华答记者问周永康的情况：“我和你一样，在个别媒体上得到一些信息。无论什么人无论职位有多高，只要触犯党纪国法，就要严厉惩处。我只能回答成这样了，你懂的。”2015年12月，吕新华不再担任第十二届全国政协会议新闻发言人，全国政协外事委员会副主任王国庆任全国政协十二届四次会议新闻发言人。

## 家庭
已婚，有一女。